# Graeme Holmes
Graeme Holmes (* 26. März 1984 in Motherwell) ist ein schottischer Fußballspieler, der auf der Position des zentralen Mittelfeldspielers agiert.

## Werdegang
Graeme Holmes begann seine Karriere in der Jugend von Dundee United, in der er bis 2003 spielte. Im Juli 2003 wurde er schließlich für die Saison 2003/04 der schottischen ersten Liga in die erste Mannschaft von Dundee berufen, wo er jedoch in seiner ersten Saison nur drei Spiele bestritt. 2004 wurde Graeme an den FC Dumbarton in die dritte Liga ausgeliehen. Dort absolvierte er zwölf Ligaspiele, wo ihm schließlich auch sein erstes Profitor gelang. 2005 wechselte er nach Airdrie United in die zweite Liga, wo er insgesamt 35 Spiele absolvierte, in denen er ein Tor schoss. 2008 wechselte er für zwei Jahre zu Dunfermline Athletic, bevor er 2011 innerhalb der zweiten Liga für ein Jahr zu Greenock Morton ging. Seit 2011 spielt Holmes bei Alloa Athletic, für die er am 30. Juli 2011 sein Debüt gab. Mit der Mannschaft schaffte er in seiner ersten Saison den Aufstieg von der vierten in die dritte Liga. Die Mannschaft schaffte es nicht, diesen Erfolg in der nächsten Saison in der dritten Liga zu wiederholen, sondern blieb mit deutlichen Abstand auf den Aufsteiger Queen of the South auf Platz zwei. Durch ein 3:1 in der Relegation gegen den Zweitligisten Dunfermline Athletic gelang jedoch trotzdem der Aufstieg in Liga zwei. In der darauffolgenden Saison konnte mit dem drittletzten Tabellenplatz der Wiederabstieg knapp vermieden werden. Eine Saison später musste Holmes mit Alloa Athletic als Tabellenvorletzter in die Abstiegsrelegation, konnte sich jedoch durch ein 4:3 gegen Forfar Athletic in der zweiten Liga halten. In der Saison 2015/16 erfolgte jedoch als Tabellenletzter der direkte Abstieg, womit Alloa in der Saison 2016/17 wieder in der dritten Liga spielt.
Graeme Holmes hat seit 2011 für Alloa Athletic bisher insgesamt 131 Spiele bestritten und dabei 13 Tore erzielt. Sein derzeitiger Vertrag läuft noch bis Juni 2017. Im April 2016 äußerte er, dass er hoffe, dass sein Vertrag verlängert werde, um auch weiterhin für den Verein spielen zu können und die Marke von 200 Spielen zu erreichen.

## Familie
Sein Vater ist der frühere Fußballer Jimmy Holmes (* 1954), der vor allem in 437 Pflichtspielen zwölf Jahre lang für Greenock Morton spielte.

## Erfolge
- Aufstieg in die dritte Liga: 2011/12
- Aufstieg in die zweite Liga: 2012/13